# Haidinger (cràter)

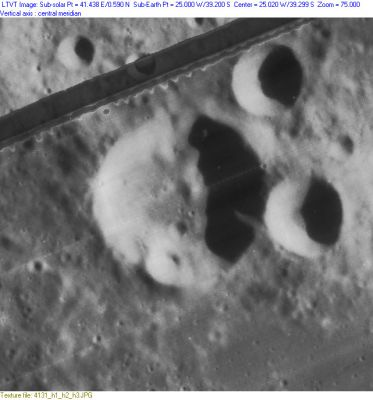
Fotografia de la missió Lunar Orbiter 4

Haidinger és un cràter d'impacte situat en la part sud-oest de la Lluna. Just al sud-oest del cràter es troba la petita mar lunar denominada Lacus Timoris. Haidinger es troba al nord-oest del cràter Wilhelm i a l'est de Hainzel, d'aspecte irregular.

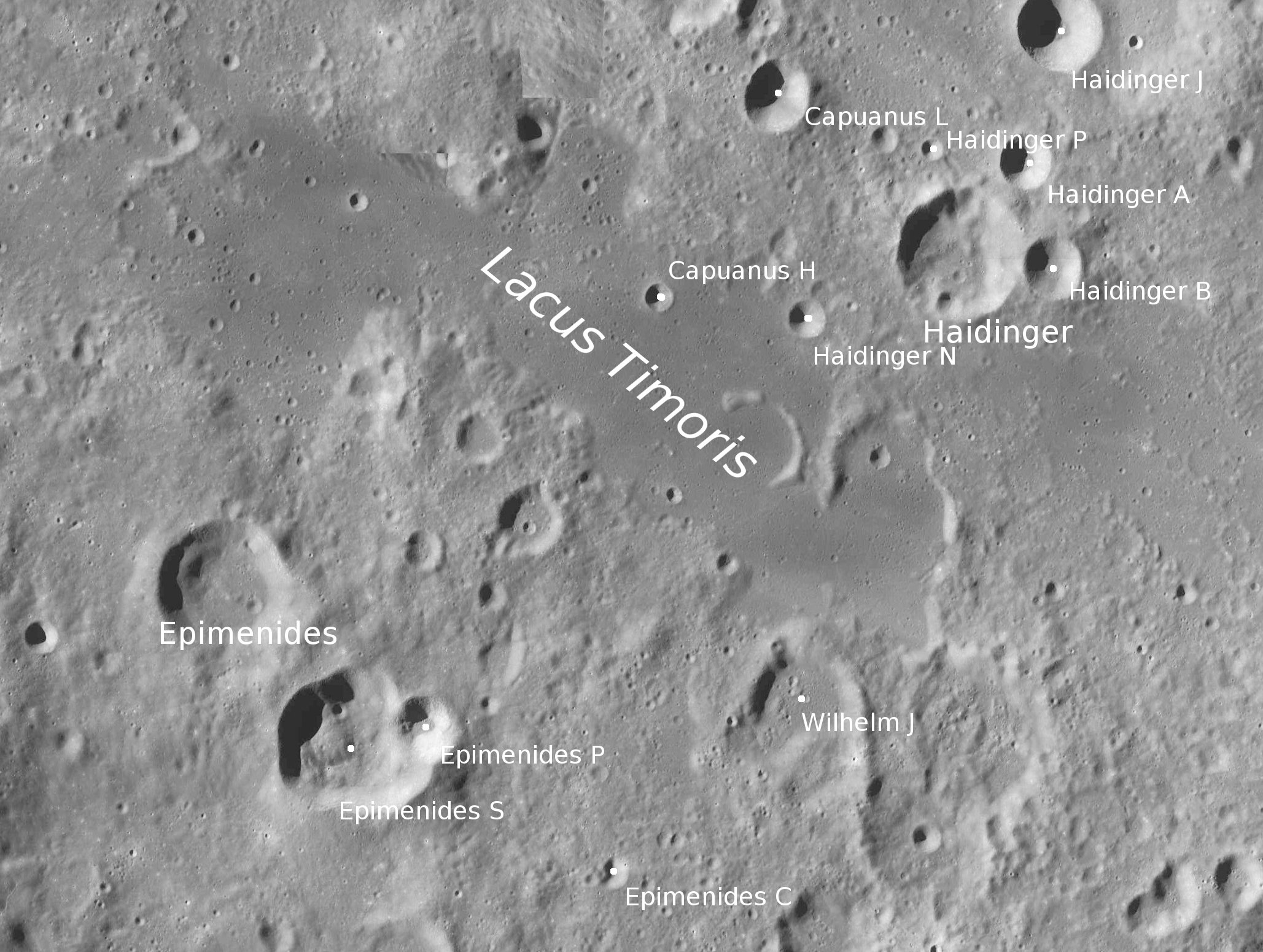
Localització d'Haidinger. Fotografia de la missió LRO

La vora exterior d'aquest cràter és gairebé circular, amb lleugers sortints cap a l'exterior al llarg de la part oest i nord-est del brocal. El cràter satèl·lit Haidinger B està unit a l'exterior de la vora en el seu costat est, i Haidinger A se troba prop de la vora en el seu sector nord-est. Presenta una petita esquerda en la paret interior del costat sud. En la meitat nord de la plataforma interior se situa una cresta de baixa altura.

## Cràters satèl·lit
Per convenció, aquests elements s'identifiquen en els mapes lunars col·locant la lletra en el costat del punt central del cràter més proper a Haidinger.
|           | \| Haidinger \| Coordenades \| Diàmetre \| \| --------- \| ------------------------------------ \| -------- \| \| A \| 38° 36′ S, 24° 36′ O / 38.6°S,24.6°O \| 9 km \| \| B \| 39° 12′ S, 24° 24′ O / 39.2°S,24.4°O \| 11 km \| \| C \| 39° 00′ S, 22° 06′ O / 39.0°S,22.1°O \| 19 km \| \| F \| 38° 42′ S, 23° 06′ O / 38.7°S,23.1°O \| 5 km \| \| G \| 39° 36′ S, 22° 36′ O / 39.6°S,22.6°O \| 11 km \| \| J \| 37° 54′ S, 24° 24′ O / 37.9°S,24.4°O \| 15 km \| \| M \| 37° 24′ S, 22° 00′ O / 37.4°S,22.0°O \| 23 km \| \| N \| 39° 24′ S, 26° 06′ O / 39.4°S,26.1°O \| 6 km \| \| P \| 38° 30′ S, 25° 36′ O / 38.5°S,25.6°O \| 4 km \| |          |
| Haidinger | Coordenades | Diàmetre |
| A         | 38° 36′ S, 24° 36′ O / 38.6°S,24.6°O | 9 km     |
| B         | 39° 12′ S, 24° 24′ O / 39.2°S,24.4°O | 11 km    |
| C         | 39° 00′ S, 22° 06′ O / 39.0°S,22.1°O | 19 km    |
| F         | 38° 42′ S, 23° 06′ O / 38.7°S,23.1°O | 5 km     |
| G         | 39° 36′ S, 22° 36′ O / 39.6°S,22.6°O | 11 km    |
| J         | 37° 54′ S, 24° 24′ O / 37.9°S,24.4°O | 15 km    |
| M         | 37° 24′ S, 22° 00′ O / 37.4°S,22.0°O | 23 km    |
| N         | 39° 24′ S, 26° 06′ O / 39.4°S,26.1°O | 6 km     |
| P         | 38° 30′ S, 25° 36′ O / 38.5°S,25.6°O | 4 km     |